# Truncatoflabellum angiostomum
Espèce
Statut CITES
Truncatoflabellum angiostomum est une espèce de coraux de la famille des Flabellidae.